# Руймон
Руймон (осет. Руймон) — персонаж осетинского нартского эпоса, змеевидное чудовище.

## Мифология
Руймон рождается от оленихи слепым. Если он похож на мать, то она начинает его кормить. В противном случае, если детеныш начинает вырывать деревья и грызть камни, то мать, определяя по этим признакам новорождённое чудовище, убегает от него. Считается, что новорождённый Руймон может стать зрячим и тогда, увеличиваясь постепенно до неимоверных размеров, он может уничтожить всех людей. Чтобы этого не случилось, Уацилла (по другим вариантам — Елия) заковывает увеличивающегося Руймона в цепи и отправляет на небо, откуда тот уже не способен повредить живущим на земле людям. Небесные духи — зеды — отрубают от Руймона куски его тела и раздают их умершим, которые изготовив из этих кусков чудесное снадобье и приняв его, воскресают в том состоянии и возрасте, в котором умерли.

## Этимология
По мнению известного ираниста Васо Абаева имя Руймон происходит от слова «римлянин» и уходит своими корнями в ту эпоху, когда предки осетин, аланы, вели борьбу с Римом. С течением времени образ римлян стал синонимом «чудовища».

## Источник
- Газданова В. С. Руймон: имя и образ. // Дарьял. — 1997. — № 2. — С. 215—227.
- Дарчиев А. В. Осетинские легенды о Руймоне: происхождение и мифологическая основа. // Nartamongæ. — 2017. — Vol. XII, № 1,2. — С. 268—279.
- Дзадзиев А. Б., Этнография и мифология осетин, Владикавказ, 1994, стр. 143—144, ISBN 5-7534-0537-1